# Bruno Roger
 (décembre 2019).
Bruno Roger, né en 1933, est un banquier, mécène et dirigeant d'entreprise français. Il est président exécutif de Lazard France entre 2002 et 2017 et vice-président de Lazard Group depuis 2017.

## Biographie

### Jeunesse et études
Bruno Roger est né le 6 août 1933 à Boulogne Billancourt (Hauts de Seine). Après une scolarité à Neuilly-sur-Seine, notamment au sein du lycée Pasteur, il intègre l'Institut d'études politiques de Paris dont il sort diplômé en 1954.   

### Parcours professionnel

#### Chez Lazard
Bruno Roger entre chez Lazard à l'issue de ses études. En 1973, il est nommé gérant, puis associé-gérant en 1978. En 2002, il est nommé président de Lazard France. Il exerce cette fonction jusqu’à fin 2017. 
En parallèle, il occupe des fonctions de direction au sein du Groupe Lazard dont il est nommé managing director en 2002. En 2005, il est nommé Chairman of Global Investment Banking, fonction à laquelle s’ajoute en 2017 celle de Vice-chairman. Il a exercé les fonctions de PDG (2009) puis de président (2014) et président d’honneur (2017) de Lazard Frères Banque. 
Pendant son parcours, il conseille plusieurs entreprises parmi lesquelles Saint-Gobain, Cap Gemini, Eurazeo, Axa ou Thalès.
Sous l’influence de Bruce Wasserstein et sur les conseils d’Alain Minc, Bruno Roger recrute Matthieu Pigasse en 2002 qui deviendra directeur général de Lazard Paris en 2010.

#### Eurazeo
En parallèle à sa carrière de banquier, Bruno Roger a été notamment Vice-président directeur général d’Eurafrance (1974 – 2001) et Président-Directeur Général de Financière et Industrielle Gaz et Eaux puis d’Azeo (1990-2002) devenus Eurazeo.

#### Administrateur
Bruno Roger a été administrateur de l'Union des assurances de Paris puis Axa (1994 – 2004), Cap Gemini (1983-2018), , CGIP ; Moët Hennessy puis LVMH (1987-1999), Marine Wendel (1988-2002), Pinault Printemps Redoute (1994-2006), PSA Finances, Pechiney (1986-1988), Saint-Gobain (1987-2005), Sanofi (1974-1983) ; Sofina (1989 - 2004), Sovac, Thomson CF devenu Thales. 
Administrateur (1966-73), président puis président d’honneur de la Société française des analystes financiers il est un des cofondateurs de Analyse financière (revue) (1969). 

### Parcours professoral
Bruno Roger est maître de conférences à l'IEP de Paris de 1964 à 1968.

### Autres
Également mécène, Bruno Roger, qui se définit comme un militant culturel, s’intéresse particulièrement à l’art lyrique et à l’art premier. Très attaché à la région aixoise, en 2005 il devient Président du Festival international d'art lyrique d'Aix-en-Provence, et de l’Académie européenne de musique. 
Il a également siégé au conseil d’administration de l'Institut d'études politiques d'Aix-en-Provence. 
De 2013 à 2015, il est Président du musée Les Arts décoratifs dont il est toujours administrateur. Amateur d’Art Premier, il devient vice-président du conseil d'administration de la Société des Amis du musée du quai Branly Jacques Chirac en 2003 et siège à la commission des acquisitions de cet établissement.
En 2011, après la disparition de sa femme Martine Aublet, ancienne directrice du mécénat du Quai Branly, il crée la Fondation Martine Aublet qui a pour but de financer des projets pédagogiques, d’attribuer des bourses d’études et de récompenser des ouvrages consacrés aux cultures extra-occidentales.
Il est aussi membre du Comité français pour la sauvegarde de Venise.

## Distinctions
- Grand-croix de la Légion d'honneur en 2013[26].
- Commandeur de l'ordre des Arts et des Lettres depuis mars 2007[27].